# Daniel Salmon (ciclista)
Daniel Salmon (París, 3 de diciembre de 1940–Plouha, 1 de febrero de 2017) fue un deportista francés que compitió en ciclismo en la modalidad de pista. Ganó una medalla de bronce en el Campeonato Mundial de Ciclismo en Pista de 1964, en la prueba de medio fondo.

## Medallero internacional
| Campeonato Mundial | Campeonato Mundial | Campeonato Mundial | Campeonato Mundial |
| Año                | Lugar              | Medalla            | Competición        |
| ------------------ | ------------------ | ------------------ | ------------------ |
| 1964               | París (Francia)    | Medalla de bronce  | Medio fondo (A)    |